# Fred Upton
Frederick Stephen Upton, detto Fred (St. Joseph, 23 aprile 1953), è un politico statunitense, membro della Camera dei Rappresentanti per lo stato del Michigan dal 1987 al 2023.

## Biografia
Dopo aver ottenuto un bachelor in giornalismo dall'Università del Michigan, Upton andò a lavorare alla Casa Bianca, nell'Ufficio per la Gestione e il Bilancio, sotto l'amministrazione Reagan.
Nel 1986 affrontò le primarie repubblicane per un seggio alla Camera dei Rappresentanti e riuscì a sconfiggere il deputato in carica, facendosi eleggere.
Nel 1993 cambiò distretto dopo il riapporzionamento conseguente al censimento del 1990, ma fu comunque rieletto. Nel 2022 annunciò il suo ritiro, avvenuto al termine del 117º Congresso, dopo trentasei anni di permanenza al Congresso.
Upton è un repubblicano piuttosto conservatore: è contrario all'aborto, ai matrimoni omosessuali, ha posizioni di destra sui temi fiscali ed è contrario alla riforma del sistema sanitario del Presidente Obama per motivi economici.
Il nonno paterno di Fred, che portava il suo stesso nome, fu fondatore della nota azienda produttrice di elettrodomestici Whirlpool.
Sua nipote invece è Kate Upton, una famosa modella apparsa su Sports Illustrated Swimsuit Issue.
Fred Upton è sposato e ha due figli, Meg e Stephen.